# Haplochromis rubripinnis
Lithochromis rubripinnis là một loài cá thuộc họ Cichlidae. Nó là loài đặc hữu của Tanzania. Môi trường sống tự nhiên của chúng là hồ nước ngọt. Nó bị đe dọa do mất môi trường sống.